# Manuel Sadosky
Manuel Sadosky   (Buenos Aires, 13 d'abril de 1914 - Buenos Aires, 18 de juny de 2005) va ser un matemàtic argentí.

## Vida i obra
Sadosky era fill d'una parella d'immigrants russos jueus procedents d'Ekatherineslav (actual Dniprò a Ucraïna) que van arribar a l'Argentina el 1905. La família no era rica, però tot i així, cinc dels seus sis fills es van graduar a la universitat de Buenos Aires (UBA).
Després d'estudiar a l'escola pública i a la Escuela Normal Mariano Acosta, en la qual va ser company de Julio Cortázar amb qui va mantenir una amistat duradora, es va doctorar en física i matemàtiques el 1940 a la universitat de Buenos Aires. Des de 1939 fins a 1946 va treballar a l'observatori de la universidad Nacional de La Plata sota la direcció del seu director de tesi, Esteve Terradas. A continuació va viatjar a Europa on, entre 1946 i 1948, va ser investigador a Itàlia i a França. Durant aquest període va ser testimoni del sorgiment dels primers ordinadors i va poder entreveure el seu enorme potencial.
El 1949, de tornada al seu país, exerceix la docència a la universitat de Buenos Aires fins que per ordre del govern de Juan Domingo Perón és acomiadat del seu càrrec per raons polítiques. El 1957 torna a la universitat fins a el fatídic 29 de juliol de 1966 quan al costat del degà Rolando García són expulsats a cops de la facultat en la denominada Nit dels Bastons Llargs resultant seriosament lesionats i renunciant immediatament als seus càrrecs. Comença aleshores una llarga etapa de vida i treball fora del seu país que el portarà a Montevideo (on serà professor de la universitat de la República entre 1968 i 1973), a Caracas (on va ser professor de la universitat Central de Veneçuela entre 1973 i 1978) i a Barcelona a partir de 1978 (on va participar en la creació del Museu de la Ciència de la ciutat).
El 1983, de tornada a l'Argentina amb el retorn de la democràcia, va ser nomenat Secretari de Ciència i Tècnica del govern de Raúl Alfonsín, càrrec que va ocupar durant tot el seu govern fins al 1989 i des del qual va consolidar la cooperació internacional promovent, entre altres accions, programes de recerca en informàtica avançada en col·laboració amb el Brasil i creant l'Escola Superior Llatinoamericana d'Informàtica (ESLAI). El 1985, va ser designat Professor Emèrit de la Universitat de Buenos Aires, a la qual va seguir vinculat participant en diferents comissions i organitzacions. Va morir als 91 anys d'edat el 18 de juny de 2005 a Buenos Aires.
Sadosky és considerat el pioner de la computació al país ja que, juntament amb un equip de l'Institut de Càlcul de la UBA entre els quals estaven Cecilia Berdichevski i Rebeca Cherep, va posar en funcionament Clementina, el primer ordinador científic de l'Argentina, un Ferranti Mercury d'origen anglès. A més, va ser l'introductor en el país de la consultoria en software.